# 神楽坂玉枝
神楽坂 玉枝（かぐらざか たまえ、生没年不詳）は、日本の女性歌手。戦後にうぐいす芸者歌手として活動した。

## 経歴
神楽坂で芸者として活躍した後、1951年(昭和26年)8月、同じく神楽坂芸者の君葉、ぽん子と歌った『新土佐節』で日本コロムビアから歌手デビュー。その後続く神楽坂芸者歌手の先駆けとなる。1955年(昭和30年)、音丸の『博多夜船』をカバーし、リバイバルヒット。その後はキングレコード、ミノルフォンレコードなどに移籍した。

## ディスコグラフィー
- 『新土佐節』『ギッチョンチョン』1951年(昭和26年)8月　共唱:君葉、ぽん子　[1]
- 『草津節』1953年(昭和28年)12月
- 『ステテコ節』1954年(昭和29年)1月[2]
- 『浮かれ桜』1954年(昭和29年)2月　共唱:鶴田六[3]
- 『好いて好かれて』1954年(昭和29年)4月　共唱:山中ひろ[4]
- 『嫁泣き節』1955年(昭和30年)8月[5]
- 『博多夜船』1955年(昭和30年)11月
- 『今宵かぎりで』1956年(昭和31年)7月
- 『新土佐節』『奴さん』1965年(昭和40年)
- 『やなぎ音頭』『祖谷の粉ひき節』1970年(昭和45年)

## 出演
テレビ
- 「第7回日本歌手協会歌謡祭」 1985年(昭和60年)3月10日
- 「第8回日本歌手協会歌謡祭」 1986年(昭和61年)9月28日

映画
- 「トコ春じゃもの」 1953年(昭和28年)3月19日公開[6]
- 「うれし恥かし看板娘」 1954年(昭和29年)8月15日公開 - 芸者A 役